# Cegła wapienno-piaskowa

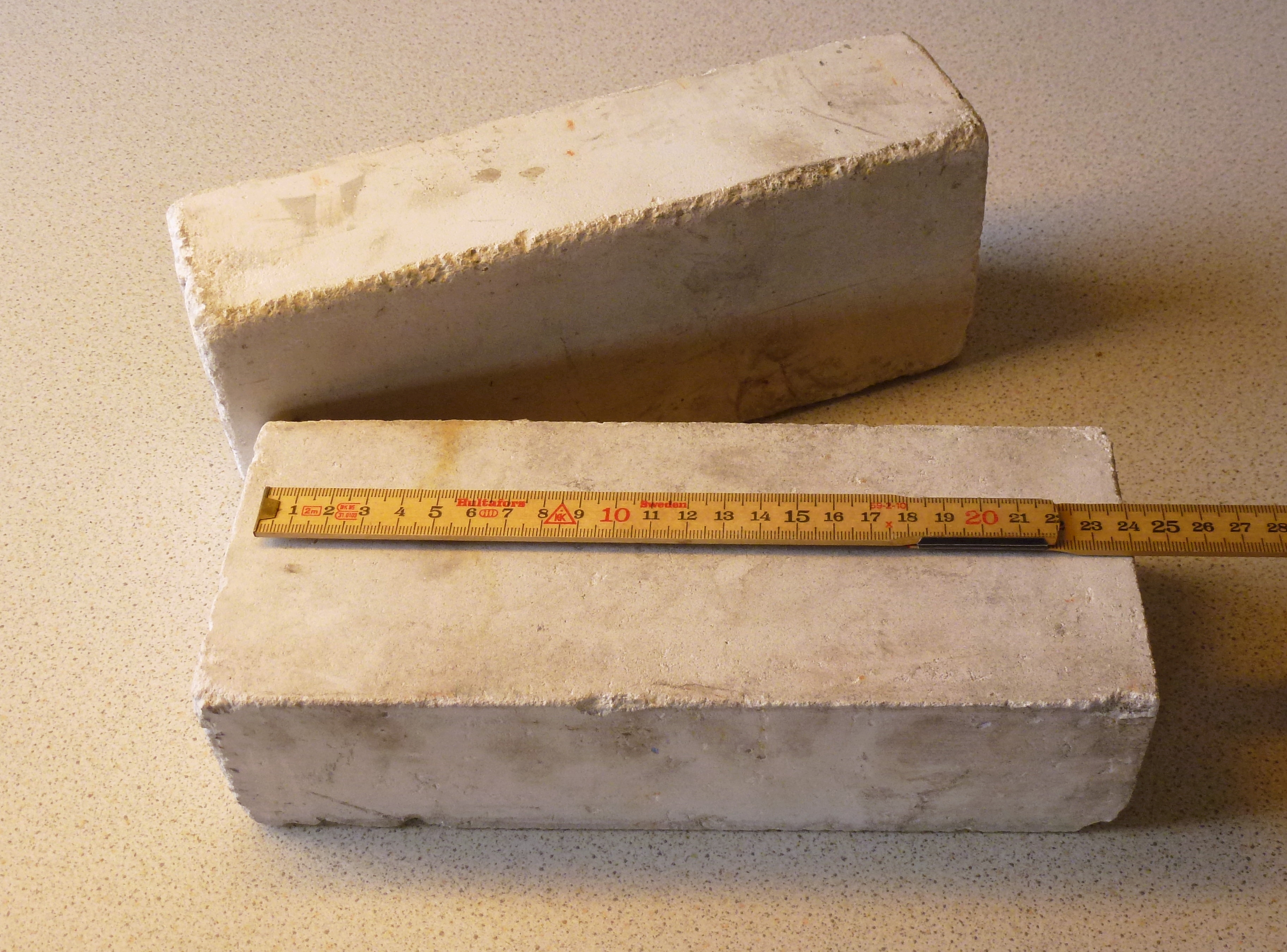
Cegła wapienno-piaskowa

Cegła wapienno-piaskowa (wapienno-krzemianowa, silikatowa) – materiał budowlany otrzymywany z mieszaniny zmielonego piasku kwarcowego (ok. 90–92% masy) i wapna palonego (ok. 5–8% masy) z małą ilością wody.

## Opis
Mieszaninę formuje się pod ciśnieniem w prasach hydraulicznych dolnego i górnego prasowania lub w prasach mechanicznych jednostronnego prasowania. Kształtki silikatowe uzyskują wytrzymałość w procesie (autoklawizacja) hartowania. Hartowanie odbywa się w urządzeniu zwanym autoklawem, do którego tłoczona jest para nasycona o ciśnieniu dochodzącym do 1,5 MPa. Pod działaniem ciśnienia następuje silne zespojenie krzemionki z wapnem (powstają krzemiany wapnia), z czasem następuje także reakcja, w wyniku której powstaje węglan wapnia. Otrzymany materiał cechuje się jasną barwą. Barwę można zmieniać przez dodanie pigmentów. Z masy wapienno-piaskowej produkowane są cegły pełne o wymiarach 6,5 × 12,0 × 25,0 cm; 10,4 × 12,0 × 25,0 cm oraz bloczki drążone o wysokości 13,8 cm i 22,0 cm, przy zachowaniu wymiarów podstawy 12,0 × 25,0 cm. Jest to podstawowy asortyment produkcji, wytwarzane są także innego rodzaju kształtki, płytki itp. Zaletą wyrobów wapienno-piaskowych jest ich znaczna wytrzymałość mechaniczna, mrozoodporność i niska cena (tańsza w produkcji od cegły ceramicznej). Metoda produkcji na skalę przemysłową została opracowana w 1880 r.
Używana jest do murowania ścian konstrukcyjnych wewnętrznych i zewnętrznych (tynkowanych i nietynkowanych), ścianek działowych, ogrodzeń, licowania elewacji itp. Nie sprawdza się natomiast w przypadku murów podziemnych (fundamentów) – nie jest odporna na zawilgocenie. Podczas prac murarskich do łączenia poszczególnych elementów można używać tradycyjnej zaprawy lub kleju (zaprawy klejowej). Ściany zewnętrzne budynków wymagają izolacji termicznej.